# Tony La Russa Baseball
Tony La Russa Baseball est une série de jeux vidéo de baseball développée par Beyond Software (désormais Stormfront Studios) et éditée par Strategic Simulations, Inc., commercialisée entre 1991 et 1995. L'ancien joueur Tony La Russa a apporté son image et son expertise à la série. La série a été conçue par Mark Buchignani, David Bunnett, Michael Breen, Don L. Daglow et Hudson Piehl.
La série Triple Play series (1996-2002) de Electronic Arts est parfois considérée comme son successeur spirituel.

## Les épisodes
Le premier épisode, Tony La Russa's Ultimate Baseball, est sorti en 1991 sur Commodore 64 et sous DOS. Une extension, sous-titrée Ultimate Expansion Disk - Great Teams 1901-1968 Disk est sortie la même année. Tony La Russa Baseball II et Tony La Russa Baseball 3 sont sortis en 1993 et en 1995 sous DOS. Electronic Arts a édité deux versions Mega Drive sous les titres Tony La Russa Baseball (1993) et Tony La Russa Baseball '95 (1995).